# ザ・ビートルズ1962年〜1966年
『ザ・ビートルズ1962年〜1966年』(英語: The Beatles / 1962-1966) は、1973年4月2日にアナログLP2枚組で発売された、ビートルズの1962年から1966年までの代表曲を集めたコンピレーション・アルバムである。ジャケットのベースカラーに因み『赤盤』(Red Album) の愛称で親しまれている。1967年以降の代表曲を集めた『ザ・ビートルズ1967年〜1970年』(通称『青盤』) と同時にリリースされた。

## 解説
1973年1月、突如『AΩ（ビートルズ・アルファ・オメガ）』という4枚組59曲入りの海賊盤コンピレーション・アルバムがアメリカで公式版と銘打って宣伝され通信販売された。音源はすべて正規のビートルズのレコードからコピーされたもので音質も良く、さらにソロの人気曲も含まれていたため、爆発的なヒットとなった。市場を荒らされることに危機感を持ったキャピタル・レコードと当時のビートルズのマネージャーであったアラン・クレインはこれに対抗すべく急遽公式ベストアルバムを企画・販売することを決めた。クラインはジョージ・ハリスンを説得し、アップル・コアが海賊盤のCMを放送したテレビ局を相手取って訴訟を起こすことと公式ベストアルバムの企画を承諾させた。
選曲はハリスンやクラインが手掛けたとされていたが、キャピタル・レコードによると実際はクラインの指示でアップル・レコードのアメリカ地区責任者アラン・ステックラーが行った。ただ、クラインがビートルズ側からマネージメント契約更新を拒否されてアップル・コアを去ったため、リリース時のプロモーションではハリスンが選曲したとアナウンスされた。
収録曲は、デビュー・シングルの「ラヴ・ミー・ドゥ」などイギリス・オリジナル・シングル13枚のA面（両A面を含む）15曲、アメリカ独自シングルA面4曲、そしてアルバムのみの収録曲7曲の全26曲で構成された。全てレノン＝マッカートニーの楽曲で、カバー曲やハリスンの楽曲は選ばれなかった。リリースを急いだキャピタル・レコードは自社が保有する音源でアルバムを制作、その後EMIはオリジナル音源で制作したため、アメリカ盤とイギリス盤にはいくつかの相違が見られる。顕著な例としてはアメリカ盤の「ヘルプ!」の前に「ジェームズ・ボンドのテーマ」風の楽曲が収録されている。
アメリカのBillboard 200では最高位第3位、1973年度年間ランキングでは第32位を記録した。キャッシュボックス誌でも最高位第1位を獲得し、年間ランキングでは第35位だった。イギリスの全英アルバムチャートでも最高位第3位を獲得した。アメリカだけで700万セット以上のセールスを記録し、全世界では2,000万セット以上をセールスしている。日本での出荷枚数は約205万組だった。

### アートワーク
ジャケットのデザインはトム・ウィルクスが担当した。ジャケット表の写真は、アンガス・マクビーンがロンドンのマンチェスター・スクエア内にあったEMI本部の吹き抜けにて行われた、ビートルズのデビューアルバム『プリーズ・プリーズ・ミー』のジャケット用のフォト・セッションで撮影した写真の別ショットである。裏は1969年に同じ場所で行われた、未発表アルバム『ゲット・バック』のジャケット用のフォト・セッションでマクビーンが撮影した写真が使われた。
ジャケット内の見開き写真は1968年7月28日にロンドンの数か所で行われた、いわゆる「マッド・デイ・アウト」フォト・セッションのものである。
セント・パンクラス・オールド教会の前で群衆と混ざり合ったビートルズを手すり越しにドン・マッカランが撮影したものである。

## 再リリース

### 1993年デジタル・マスタリング盤
発売20周年を迎えていた1993年9月20日、1987年に『サージェント・ペパーズ・ロンリー・ハーツ・クラブ・バンド』の発売20周年に合わせたビートルズの全オリジナル・アルバムのCD化に際し、主にオリジナル・アナログ・ステレオ・ミックスをそのまま生かし、EQ調整のみでデジタル・リマスタリングされた音源を用いて本作も初CD化された。但し、初期の4アルバムはモノラル・ミックスでCD化されていたので、『ウィズ・ザ・ビートルズ、『ハード・デイズ・ナイト』『ビートルズ・フォー・セール（ビートルズ'65）』の収録曲は、新たにオリジナル・ステレオ・ミックス音源をデジタル・マスタリングされた。また、アナログ盤ではステレオだった「プリーズ・プリーズ・ミー」「フロム・ミー・トゥ・ユー」と擬似ステレオだった「ラヴ・ミー・ドゥ」と「シー・ラヴズ・ユー」の4曲はモノラル・ミックスに差し替えられた。なお商品化に先立ち新たにリマスタリングが施されており、音量バランスや音質が調整され、テープヒス等のノイズも大幅に取り除かれた。

### 2010年デジタル・リマスター盤
2010年10月18日、2009年に発売されたオリジナル・アルバムのリイッシュー盤用にデジタル・リマスタリングされた音源を用いて再発売された。ロンドンにあるEMIのアビー・ロード・スタジオで4年の歳月をかけ、最新のレコーディング・テクノロジーに加え、ビンテージのスタジオ機材も用いながらリマスター作業を実施。クリック音、ボーカルの破裂音などは曲本来のイメージを損なわない限りにおいて修復するとともに、リマスターの際に多用されるノイズの除去なども、ビートルズの楽曲の重要性に鑑み、曲本来の持ち味をなくさないよう行われた。なお、「デイ・トリッパー」は2000年に発売されたコンピレーション・アルバム『ザ・ビートルズ1』制作時に音の欠けている部分を修正した音源をリマスタリングして収録された。

### 2023年エディション
発売50周年を迎えていた2023年11月10日、新たに12曲を追加収録し、2CD、3LP、デジタル配信の3形態でリリースされた。この企画は元々計画されていたものではなかったが、ジャイルズ・マーティンが「ナウ・アンド・ゼン」を完成させた後、その発表の場として『赤盤』『青盤』のニュー・エディションを制作することを決めた。今回はドキュメンタリー映画『ザ・ビートルズ: Get Back』制作時にピーター・ジャクソンのチームが開発したAIを用いた機械学習プログラム「MAL(Machine Audio Learning)」によって、一つのトラックにミックスされて重なり合っているボーカルや楽器の音を分離・抽出する「デミックス」技術を使い、マーティンがリミックスを行った。これによりモノラル音源しか残っていなかった「ラヴ・ミー・ドゥ」のUKシングル・バージョンや「シー・ラヴズ・ユー」が初ステレオ化された。なお、追加収録された12曲にはカバー曲が3曲、ハリスンの楽曲が2曲含まれている。

## 収録曲

### オリジナル・アナログ・LP
| 全作詞・作曲: レノン＝マッカートニー。 |                                                   |                        |                        |                                       |      |
| #                                      | タイトル                                          | 作詞                   | 作曲・編曲             | リードボーカル                        | 時間 |
| 1.                                     | 「ラヴ・ミー・ドゥ」(Love Me Do)                  | レノン＝マッカートニー | レノン＝マッカートニー | ポール・マッカートニー ジョン・レノン | 2:19 |
| 2.                                     | 「プリーズ・プリーズ・ミー」(Please Please Me)    | レノン＝マッカートニー | レノン＝マッカートニー | ジョン・レノン                        | 2:01 |
| 3.                                     | 「フロム・ミー・トゥ・ユー」(From Me to You)      | レノン＝マッカートニー | レノン＝マッカートニー | ジョン・レノン ポール・マッカートニー | 1:57 |
| 4.                                     | 「シー・ラヴズ・ユー」(She Loves You)             | レノン＝マッカートニー | レノン＝マッカートニー | ジョン・レノン ポール・マッカートニー | 2:22 |
| 5.                                     | 「抱きしめたい」(I Want to Hold Your Hand)        | レノン＝マッカートニー | レノン＝マッカートニー | ジョン・レノン ポール・マッカートニー | 2:26 |
| 6.                                     | 「オール・マイ・ラヴィング」(All My Loving)       | レノン＝マッカートニー | レノン＝マッカートニー | ポール・マッカートニー                | 2:09 |
| 7.                                     | 「キャント・バイ・ミー・ラヴ」(Can't Buy Me Love) | レノン＝マッカートニー | レノン＝マッカートニー | ポール・マッカートニー                | 2:13 |
| 合計時間:                              | 合計時間:                                         | 合計時間:              | 15:27                  |                                       |      |

| 全作詞・作曲: レノン＝マッカートニー。 |                                                                                               |                        |                        |                                       |      |
| #                                      | タイトル                                                                                      | 作詞                   | 作曲・編曲             | リードボーカル                        | 時間 |
| 1.                                     | 「ハード・デイズ・ナイト（旧邦題ビートルズがやって来るヤァ!ヤァ!ヤァ! )」(A Hard Day's Night) | レノン＝マッカートニー | レノン＝マッカートニー | ジョン・レノン ポール・マッカートニー | 2:34 |
| 2.                                     | 「アンド・アイ・ラヴ・ハー」(And I Love Her)                                                  | レノン＝マッカートニー | レノン＝マッカートニー | ポール・マッカートニー                | 2:31 |
| 3.                                     | 「エイト・デイズ・ア・ウィーク」(Eight Days a Week)                                           | レノン＝マッカートニー | レノン＝マッカートニー | ジョン・レノン ポール・マッカートニー | 2:44 |
| 4.                                     | 「アイ・フィール・ファイン」(I Feel Fine)                                                     | レノン＝マッカートニー | レノン＝マッカートニー | ジョン・レノン                        | 2:20 |
| 5.                                     | 「涙の乗車券（ティケット・トゥ・ライド）」(Ticket to Ride)                                    | レノン＝マッカートニー | レノン＝マッカートニー | ジョン・レノン                        | 3:11 |
| 6.                                     | 「イエスタデイ」(Yesterday)                                                                   | レノン＝マッカートニー | レノン＝マッカートニー | ポール・マッカートニー                | 2:05 |
| 合計時間:                              | 合計時間:                                                                                     | 合計時間:              | 15:25                  |                                       |      |

| 全作詞・作曲: レノン＝マッカートニー。 |                                                                                    |                        |                        |                                       |      |
| #                                      | タイトル                                                                           | 作詞                   | 作曲・編曲             | リードボーカル                        | 時間 |
| 1.                                     | 「ヘルプ!」(Help!)                                                                 | レノン＝マッカートニー | レノン＝マッカートニー | ジョン・レノン                        | 2:20 |
| 2.                                     | 「悲しみはぶっとばせ」(You've Got to Hide Your Love Away)                          | レノン＝マッカートニー | レノン＝マッカートニー | ジョン・レノン                        | 2:11 |
| 3.                                     | 「恋を抱きしめよう」(We Can Work It Out)                                           | レノン＝マッカートニー | レノン＝マッカートニー | ポール・マッカートニー                | 2:16 |
| 4.                                     | 「デイ・トリッパー」(Day Tripper)                                                  | レノン＝マッカートニー | レノン＝マッカートニー | ジョン・レノン ポール・マッカートニー | 2:49 |
| 5.                                     | 「ドライヴ・マイ・カー」(Drive My Car)                                             | レノン＝マッカートニー | レノン＝マッカートニー | ポール・マッカートニー                | 2:28 |
| 6.                                     | 「ノルウェーの森（ノーウェジアン・ウッド）」(Norwegian Wood (This Bird Has Flown)) | レノン＝マッカートニー | レノン＝マッカートニー | ジョン・レノン                        | 2:05 |
| 合計時間:                              | 合計時間:                                                                          | 合計時間:              | 14:09                  |                                       |      |

| 全作詞・作曲: レノン＝マッカートニー。 |                                                |                        |                        |                        |      |
| #                                      | タイトル                                       | 作詞                   | 作曲・編曲             | リードボーカル         | 時間 |
| 1.                                     | 「ひとりぼっちのあいつ」(Nowhere Man)          | レノン＝マッカートニー | レノン＝マッカートニー | ジョン・レノン         | 2:44 |
| 2.                                     | 「ミッシェル」(Michelle)                       | レノン＝マッカートニー | レノン＝マッカートニー | ポール・マッカートニー | 2:42 |
| 3.                                     | 「イン・マイ・ライフ」(In My Life)             | レノン＝マッカートニー | レノン＝マッカートニー | ジョン・レノン         | 2:27 |
| 4.                                     | 「ガール」(Girl)                               | レノン＝マッカートニー | レノン＝マッカートニー | ジョン・レノン         | 2:31 |
| 5.                                     | 「ペイパーバック・ライター」(Paperback Writer) | レノン＝マッカートニー | レノン＝マッカートニー | ポール・マッカートニー | 2:19 |
| 6.                                     | 「エリナー・リグビー」(Eleanor Rigby)          | レノン＝マッカートニー | レノン＝マッカートニー | ポール・マッカートニー | 2:08 |
| 7.                                     | 「イエロー・サブマリン」(Yellow Submarine)     | レノン＝マッカートニー | レノン＝マッカートニー | リンゴ・スター         | 2:39 |
| 合計時間:                              | 合計時間:                                      | 合計時間:              | 17:30                  |                        |      |

### 2023年エディション・アナログ・LP
| #         | タイトル                                                                                        | 作詞・作曲                        | リードボーカル                    | 時間  |
| --------- | ----------------------------------------------------------------------------------------------- | --------------------------------- | --------------------------------- | ----- |
| 1.        | 「アイ・ソー・ハー・スタンディング・ゼア (2023ミックス)」(I Saw Her Standing There)             | レノン＝マッカートニー            | ポール・マッカートニー            | 2:53  |
| 2.        | 「ツイスト・アンド・シャウト (2023ミックス)」(Twist And Shout)                                  | フィル・メドレー バート・ラッセル | ジョン・レノン                    | 2:35  |
| 3.        | 「ジス・ボーイ (2023ミックス)」(This Boy)                                                       | レノン＝マッカートニー            | ジョン・レノン                    | 2:19  |
| 4.        | 「ロール・オーバー・ベートーヴェン (2023ミックス)」(Roll Over Beethoven)                        | チャック・ベリー                  | ジョージ・ハリスン                | 2:46  |
| 5.        | 「ユー・リアリー・ゴッタ・ホールド・オン・ミー (2023ミックス)」(You've Really Got a Hold on Me) | スモーキー・ロビンソン            | ジョン・レノン ジョージ・ハリスン | 3:02  |
| 6.        | 「ユー・キャント・ドゥ・ザット (2023ミックス)」(You Can't Do That)                              | レノン＝マッカートニー            | ジョン・レノン                    | 2:33  |
| 合計時間: | 合計時間:                                                                                       | 合計時間:                         | 合計時間:                         | 16:08 |

| #         | タイトル                                                                                           | 作詞・作曲             | リードボーカル         | 時間  |
| --------- | -------------------------------------------------------------------------------------------------- | ---------------------- | ---------------------- | ----- |
| 1.        | 「恋をするなら (2023ミックス)」(If I Needed Someone)                                               | ジョージ・ハリスン     | ジョージ・ハリスン     | 2:24  |
| 2.        | 「タックスマン (2022ミックス)」(Taxman)                                                            | ジョージ・ハリスン     | ジョージ・ハリスン     | 2:38  |
| 3.        | 「ゴット・トゥ・ゲット・ユー・イントゥ・マイ・ライフ (2022ミックス)」(Got to Get You into My Life) | レノン＝マッカートニー | ポール・マッカートニー | 2:28  |
| 4.        | 「アイム・オンリー・スリーピング (2022ミックス)」(I'm Only Sleeping)                               | レノン＝マッカートニー | ジョン・レノン         | 2:59  |
| 5.        | 「ヒア・ゼア・アンド・エヴリホエア (2022ミックス)」(Here, There and Everywhere)                    | レノン＝マッカートニー | ポール・マッカートニー | 2:24  |
| 6.        | 「トゥモロー・ネバー・ノウズ (2022ミックス)」(Tomorrow Never Knows)                                | レノン＝マッカートニー | ジョン・レノン         | 2:58  |
| 合計時間: | 合計時間:                                                                                          | 合計時間:              | 合計時間:              | 15:51 |

### 2023年エディション・CD
| #         | タイトル                                                                                     | 作詞  | 作曲・編曲 | 時間 |
| --------- | -------------------------------------------------------------------------------------------- | ----- | ---------- | ---- |
| 1.        | 「ラヴ・ミー・ドゥ (2023ミックス)」(Love Me Do)                                              |       |            | 2:26 |
| 2.        | 「プリーズ・プリーズ・ミー (2023ミックス)」(Please Please Me)                                |       |            | 2:01 |
| 3.        | 「アイ・ソー・ハー・スタンディング・ゼア (2023ミックス)」(I Saw Her Standing There)          |       |            | 2:53 |
| 4.        | 「ツイスト・アンド・シャウト (2023ミックス)」(Twist and Shout)                               |       |            | 2:35 |
| 5.        | 「フロム・ミー・トゥ・ユー (2023ミックス)」(From Me to You)                                  |       |            | 1:58 |
| 6.        | 「シー・ラヴズ・ユー (2023ミックス)」(She Loves You)                                         |       |            | 2:22 |
| 7.        | 「抱きしめたい (2023ミックス)」(I Want to Hold Your Hand)                                    |       |            | 2:27 |
| 8.        | 「ジス・ボーイ (2023ミックス)」(This Boy)                                                    |       |            | 2:19 |
| 9.        | 「オール・マイ・ラヴィング (2023ミックス)」(All My Loving)                                   |       |            | 2:09 |
| 10.       | 「ロール・オーバー・ベートーヴェン (2023ミックス)」(Roll Over Beethoven)                     |       |            | 2:46 |
| 11.       | 「ユー・リアリー・ゴッタ・ホールド・オン・ミー (2023ミックス)」(You Really Got a Hold on Me) |       |            | 3:02 |
| 12.       | 「キャント・バイ・ミー・ラヴ (2023ミックス)」(Can't Buy Me Love)                             |       |            | 2:13 |
| 13.       | 「ユー・キャント・ドゥ・ザット (2023ミックス)」(You Can't Do That)                           |       |            | 2:33 |
| 14.       | 「ア・ハード・デイズ・ナイト (2023ミックス)」(A Hard Day's Night)                            |       |            | 2:35 |
| 15.       | 「アンド・アイ・ラヴ・ハー (2023ミックス)」(And I Love Her)                                  |       |            | 2:32 |
| 16.       | 「エイト・デイズ・ア・ウィーク (2023ミックス)」(Eight Days a Week)                           |       |            | 2:45 |
| 17.       | 「アイ・フィール・ファイン (2023ミックス)」(I Feel Fine)                                     |       |            | 2:20 |
| 18.       | 「涙の乗車券（ティケット・トゥ・ライド）(2023ミックス)」(Ticket to Ride)                     |       |            | 3:11 |
| 19.       | 「イエスタデイ (2023ミックス)」(Yesterday)                                                   |       |            | 2:04 |
| 合計時間: | 合計時間:                                                                                    | 47:11 |            |      |

| #         | タイトル                                                                                           | 作詞  | 作曲・編曲 | 時間 |
| --------- | -------------------------------------------------------------------------------------------------- | ----- | ---------- | ---- |
| 1.        | 「ヘルプ! (2023ミックス)」(Help!)                                                                  |       |            | 2:20 |
| 2.        | 「悲しみはぶっとばせ (2023ミックス)」(You've Got to Hide Your Love Away)                           |       |            | 2:11 |
| 3.        | 「恋を抱きしめよう (2023ミックス)」(We Can Work It Out)                                            |       |            | 2:16 |
| 4.        | 「デイ・トリッパー (2023ミックス)」(Day Tripper)                                                   |       |            | 2:50 |
| 5.        | 「ドライヴ・マイ・カー (2023ミックス)」(Drive My Car)                                              |       |            | 2:28 |
| 6.        | 「ノルウェーの森（ノーウェジアン・ウッド）(2023ミックス)」(Norwegian Wood (This Bird Has Flown))   |       |            | 2:06 |
| 7.        | 「ひとりぼっちのあいつ (2023ミックス)」(Nowhere Man)                                               |       |            | 2:44 |
| 8.        | 「ミッシェル (2023ミックス)」(Michelle)                                                            |       |            | 2:42 |
| 9.        | 「イン・マイ・ライフ (2023ミックス)」(In My Life)                                                  |       |            | 2:27 |
| 10.       | 「恋をするなら (2023ミックス)」(If I Needed Someone)                                               |       |            | 2:24 |
| 11.       | 「ガール (2023ミックス)」(Girl)                                                                    |       |            | 2:31 |
| 12.       | 「ペイパーバック・ライター (2022ミックス)」(Paperback Writer)                                      |       |            | 2:19 |
| 13.       | 「エリナー・リグビー (2022ミックス)」(Eleanor Rigby)                                               |       |            | 2:08 |
| 14.       | 「イエロー・サブマリン (2022ミックス)」(Yellow Submarine)                                          |       |            | 2:39 |
| 15.       | 「タックスマン (2022ミックス)」(Taxman)                                                            |       |            | 2:38 |
| 16.       | 「ゴット・トゥ・ゲット・ユー・イントゥ・マイ・ライフ (2022ミックス)」(Got to Get You into My Life) |       |            | 2:27 |
| 17.       | 「アイム・オンリー・スリーピング (2022ミックス)」(I'm Only Sleeping)                               |       |            | 2:59 |
| 18.       | 「ヒア・ゼア・アンド・エヴリホエア (2022ミックス)」(Here, There and Everywhere)                    |       |            | 2:24 |
| 19.       | 「トゥモロー・ネバー・ノウズ (2022ミックス)」(Tomorrow Never Knows)                                |       |            | 2:58 |
| 合計時間: | 合計時間:                                                                                          | 47:31 |            |      |